# Wang E

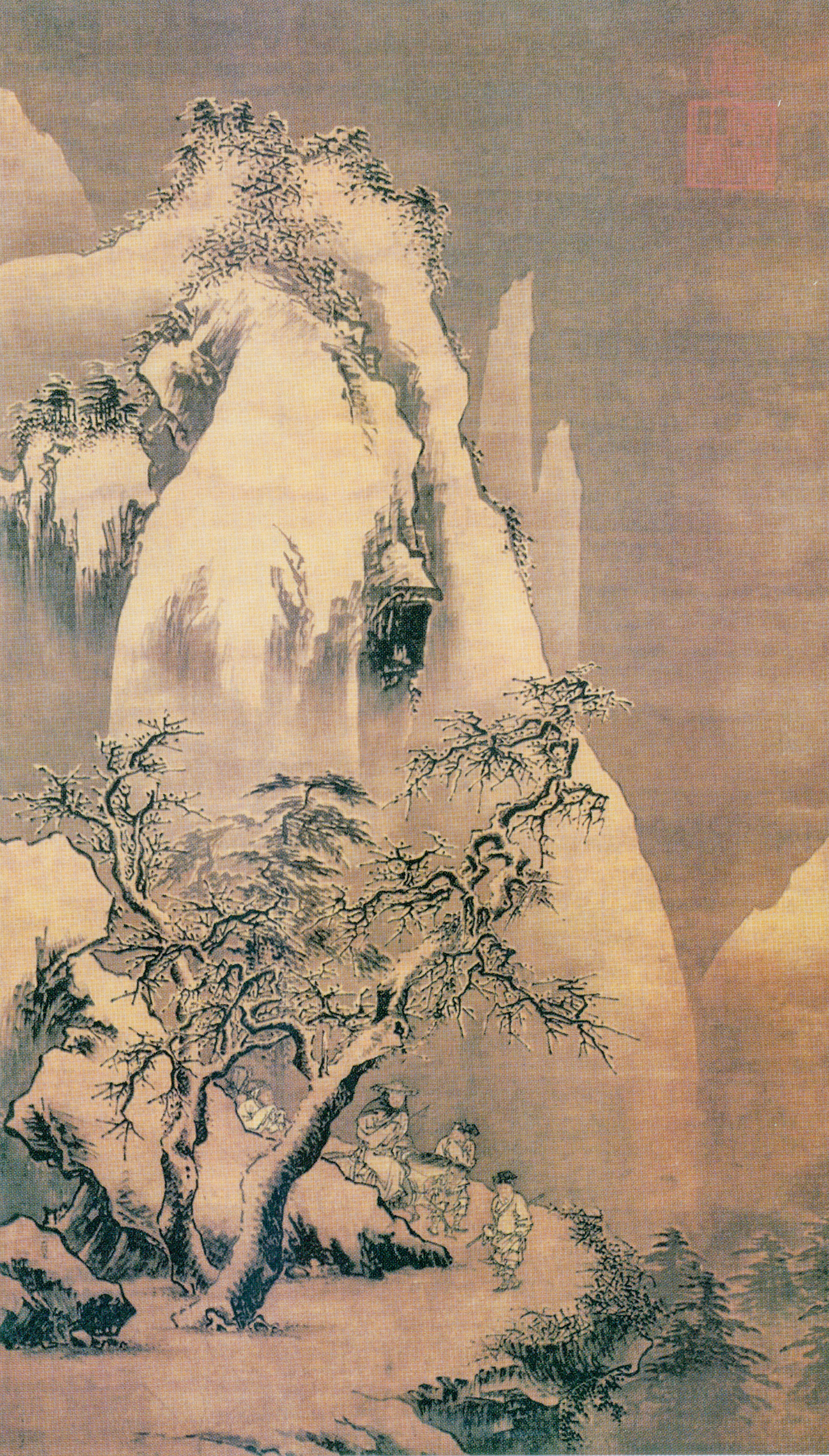
"Collita de flors de prunera a la neu"

Wang E (xinès simplificat: 王谔; Xinès tradicional: 王諤; pinyin: Wáng È), també conegut com a Tingzhi, fou un pintor xinès que va viure sota la dinastia Ming. Va néixer a Fenghua, provincia de Zhejiang vers l'any 1465 i va morir el 1545 (altres fonts indiquen que aquestes dates es desconeixen). Va servir a la guàrdia imperial. Després de ser un destacat pintor, es va retirar, dedicant-se a l'ensenyament i va tenir una llarga vida. Va ser un pintor paisatgista (i de figures) que va estudiar amb Xiao Feng i va arribar a ser pintor de la cort (on va aconseguir grans elogis de l'emperador). Destaquen les seves obres Collita de flors de prunera a la neu, Neu propícia i Pintura d'un pont sobre un riu i un amic de visita. Es troben pintures seves al Museu Nacional del Palau de Taipei, al Museu del Palau de Pequín i al Museu de la Universitat de Filadèlfia.